# Twilight of the Renegades
| Críticas profissionais | Críticas profissionais |
| Avaliações da crítica  | Avaliações da crítica  |
| Fonte                  | Avaliação              |
| ---------------------- | ---------------------- |
| Allmusic               | [ 1 ]                  |

Twilight of the Renegades é o décimo álbum do cantor e compositor norte-americano Jimmy Webb, lançado em agosto de 2005 pela Sanctuary Records.

## Faixas
Todas as músicas foram escritas por Jimmy Webb.
1. "Paul Gauguin in the South Seas" – 6:50
2. "Skywriter" – 5:11
3. "Why Do I Have To..." – 3:44
4. "Class Clown" – 5:01
5. "Spanish Radio" – 4:53
6. "Time Flies" – 3:51
7. "How Quickly" – 4:48
8. "High Rent Ghetto" – 2:48
9. "She Moves..." – 4:20
10. "Just Like Marilyn" – 4:19
11. "No Signs of Age" – 5:09
12. "Driftwood" – 3:40